# Neonella antillana
Neonella antillana là một loài nhện trong họ Salticidae.
Loài này thuộc chi Neonella. Neonella antillana được María Elena Galiano miêu tả năm 1988.